# 大隅夏井駅
大隅夏井駅（おおすみなついえき）は、鹿児島県志布志市志布志町夏井にある、九州旅客鉄道（JR九州）日南線の駅である。鹿児島県最東端の駅でもある。

## 歴史
- 1935年（昭和10年）4月15日：鉄道省志布志線（現・日南線）の駅として開設[1]。
- 1959年（昭和34年）12月25日：貨物取扱廃止[2]。
- 1962年（昭和37年）4月1日：荷物扱い廃止[2][3]、無人駅化（旅客営業のみ）[4]。
- 1963年（昭和38年）5月8日：志布志線志布志駅 - 北郷駅間が日南線へ編入、同線の駅となる。
- 1979年（昭和54年）：駅舎改築[5]。
- 1987年（昭和62年）4月1日：国鉄分割民営化に伴い、JR九州の駅となる[2]。
- 2017年（平成29年）3月4日：ダイヤ改正に伴い、快速日南マリーン号が当駅に停車開始。
- 2022年（令和4年）4月1日：宮崎支社発足、鹿児島支社から同支社へ移管[6]。

## 駅構造
単式ホーム1面1線を有する地上駅。戦後間も無く建設された小柄なコンクリート製駅舎を備え、無人駅化後も待合所として存在している。
無人駅。2022年（令和4年）の組織改正に伴い、日南線が宮崎支社管轄となったため、志布志駅と並び、鹿児島県内で同支社が管轄する駅となった。

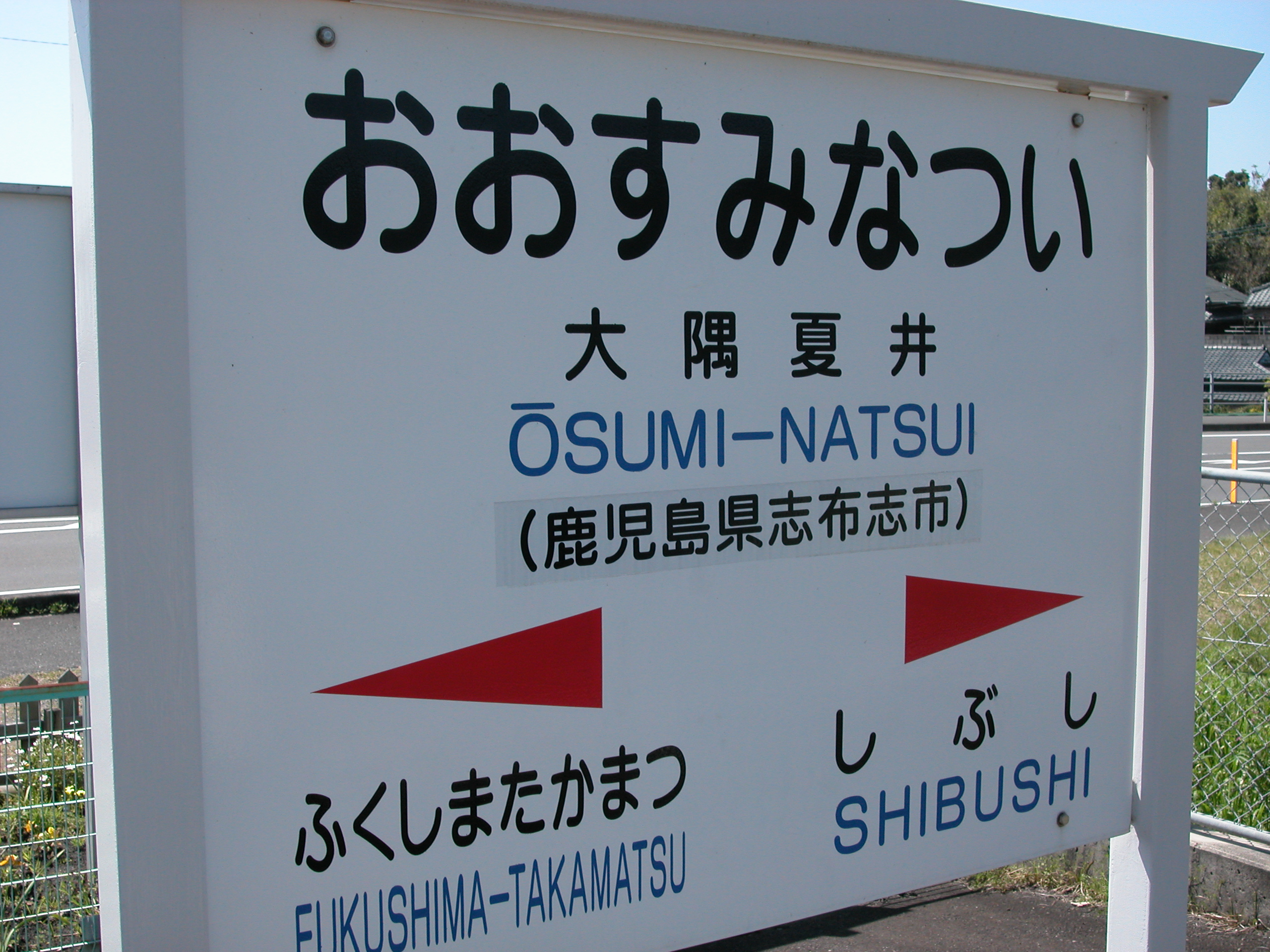
駅名標

## 利用状況
- 2015年度の1日平均乗車人員は0.4人である。

| 年度 | 1日平均 乗車人員 | 1日平均 乗降人員 |
| ---- | ---------------- | ---------------- |
| 2007 | 0.8              | 2                |
| 2008 | 0.4              | 2                |
| 2009 | 1.3              | 3                |
| 2010 | 0.6              | 2                |
| 2011 | 0.4              | 1                |
| 2012 | 0.8              | 2                |
| 2013 | 1人未満          | 1                |
| 2014 | 0.3              | 1                |
| 2015 | 0.4              | 1                |

## 駅周辺
- 枇榔島 (鹿児島県)：亜熱帯植物繁殖地で天然記念物に指定されている。
  - 隣駅の志布志駅からでも行ける。
- 日南海岸国定公園ダグリ岬
  - 大隅半島屈指のレジャー拠点（当駅を利用することは少ない）
    - ダグリ岬遊園地[1]
    - 国民宿舎『ボルベリア ダグリ』[1]
    - ダグリ岬海水浴場
- 志布志夏井簡易郵便局
- 種田山頭火歌碑

## 隣の駅
九州旅客鉄道（JR九州）
■日南線
■快速「日南マリーン号」(飫肥駅より各停）・■普通
福島高松駅 - 大隅夏井駅 - 志布志駅